# Feria Fluvial de Valdivia

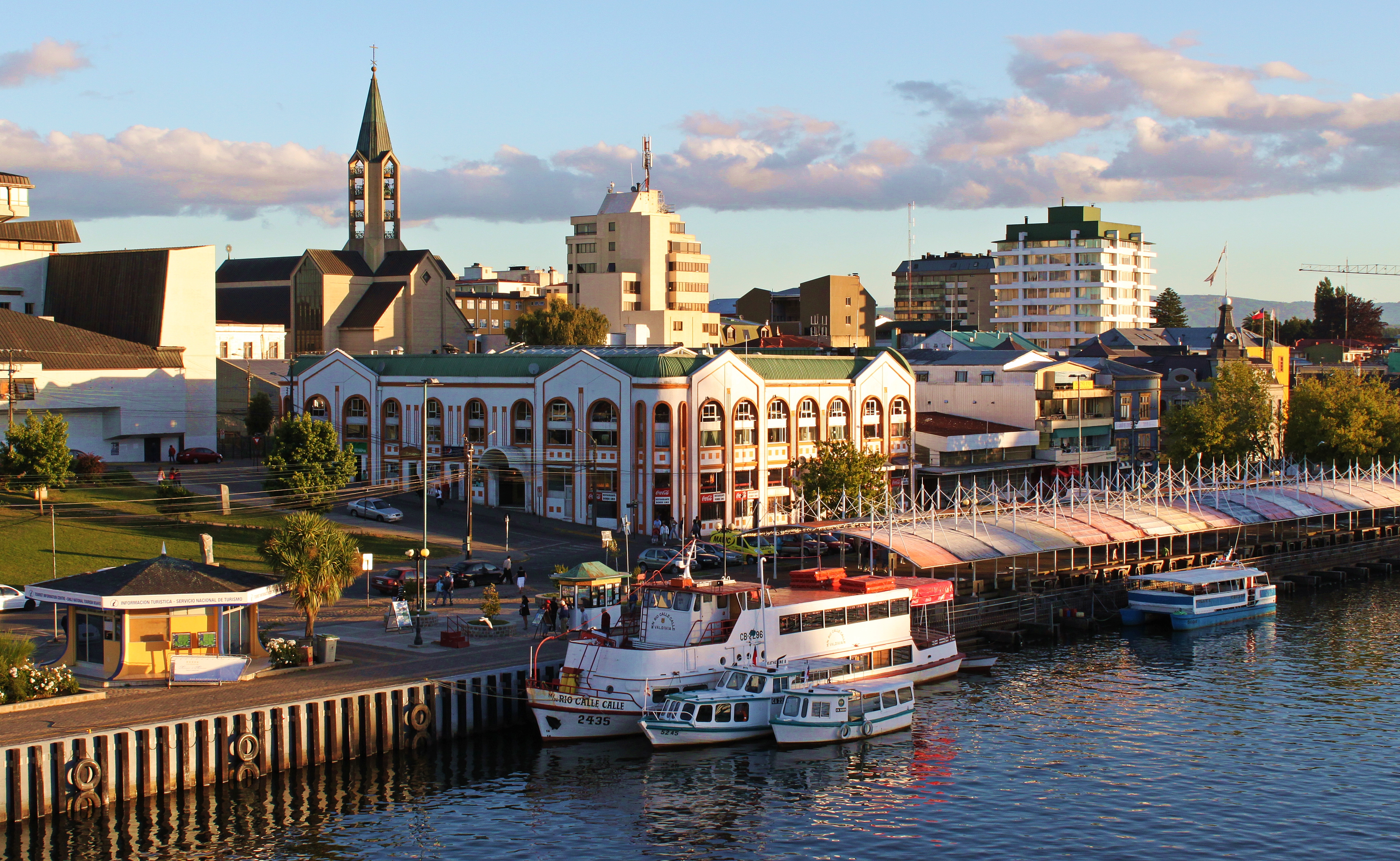
La Feria Fluvial de Valdivia forma parte importante de la imagen típica de la ciudad, donde figura junto al Río Valdivia y muy cerca de la Catedral de Valdivia. Imagen desde el Puente Pedro de Valdivia.

La Feria Fluvial de Valdivia es un mercado ubicado en la ciudad chilena de Valdivia, provincia homónima, en la Región de Los Ríos, específicamente en la Costanera Arturo Prat, muy cerca de la Catedral y del Puente Pedro de Valdivia que conecta al centro de la ciudad con la Isla Teja.
En esta feria se comercializan mariscos, pescados, vegetales y otros tipos de alimentos, así como también artesanía local. Dado su privilegiado entorno, junto a áreas verdes abiertas y una vista panorámica del Río Valdivia, es uno de los principales atractivos turísticos de la ciudad, y una de las imágenes icónicas de ésta.
Desde el año 2009 es considerada Monumento nacional de Chile, en la categoría de «Zona Típica».
|                       |
| Interior de la feria. |

|                                                                      |
| Por las noches los puestos se cierran y la infraestructura se vacía. |

|                                                                      |
| Vista del Río Valdivia y el Puente Pedro de Valdivia desde la feria. |

|                                                                          |
| Junto a la feria habitan lobos marinos, pelícanos y otros tipos de aves. |